# حسن المزاج
حُسْن المزاج (ملاحظة 1) هي حالة مستقرة للمزاج تتسم بالسوائية وهدوء البال وراحة الفكر، خاصة عند المصابين بالاضطرابات النفسية، وهي الهدف الذي تسعى إليه المعالجة النفسية.
يستخدم تعبير حسن المزاج في وصف الحالة في الاضطراب ثنائي القطب، حيث لا تسود حينها لا حالة الاكتئاب ولا الهوس؛ كما يستخدم في اضطرابات نفسية أخرى مثل الاضطراب الاكتئابي واضطراب الشخصية الحدي واضطراب الشخصية النرجسية.

## الطمأنينة
الطمأنينة، بحسب الفلسفة الإغريقية  ((باليونانية: εὐθυμία، إيوثيميا)‏, وتعني«الفرح، والمزاج الجيد، والصفاء و» حرفيا «التومس الجيد») هو مصطلح استخدمة ديموقريطس ليشير إلى واحدة من جذور جوانب أهداف حياة الإنسان.
بحسب ديوجانس اللايرتي،  فإن موقف يموقريطس هو أن "الخير الرئيسي هو الوصول إلى حالة الطمأنينة (euthymia) والتي يصفها بالحالة التي تصل إليها النفس فتشعر بالهدؤ وبثبات ولا تتأثر بالخوف ولا بالخرافات ولا بالعاطفة.
في مقالة ليينيكا، استخدم كلمة إيوثيما اليونانية (الطمأنينة) بأنها الحالة التي يصل بها الإنسان إلى «الايمان بالنفس وبالثقة أنه على الطريق الصحيح، ولا يحس بالشك عندما الأمور تتخبط في كل اتجاه.»

## هوامش
- ملاحظة 1 المرادفات: حُسْن المزاج [4] أو سوائية المزاج [5] أو هدوء البال وراحة الفكر [6]